# Robot Honda serie E
I robot della serie E sono, robot pseudo-androidi costruiti dalla Honda dal 1986 al 1993. Sono solo dei prototipi, in pratica solo un paio di gambe camminanti. Ad essi seguirono i robot Honda della serie P.

## Modelli
- E0
- E1
- E2

|                  | E0 (1986) | E1 (1987) | E2 (1989) | E3 (1991) | E4 (1991) | E5 (1992) | E6 (1993) | → | P1 (1993)       |
| Peso             | 16.5 kg   | 72 kg     | 67.7 kg   | 86 kg     | 150 kg    | 150 kg    | 150 kg    | → | 175 kg          |
| Altezza          | 101.3 cm  | 128.8 cm  | 132 cm    | 136.3 cm  | 159.5 cm  | 170 cm    | 174.3 cm  | → | 191.5 cm        |
| Grado di Libertà | 6         | 12        | 12        | 12        | 12        | 12        | 12        | → | 30 (12 in legs) |
| Immagine         |           |           |           |           |           |           |           | → |                 |